# Верхние Лихоборы (Москва)
Верхние Лихоборы — бывшая деревня, вошедшая в состав Москвы в 1960 году. Располагалась на левом берегу реки Лихоборки напротив деревни Нижние Лихоборы, по обеим сторонам Дмитровского шоссе.

## История
Деревня возникла в XVIII веке к северу от Москвы на месте пустоши «Банино, Собакино тож», предположительно между 1719 и 1743 годом, вследствие обустройства почтовой станции на Дмитровской дороге и переводом части крестьян из села Дегунина. На плане 1766 г. надписана как "деревня Лихобор, Собакино тож". К концу века за деревней закрепилось название Верхние Лихоборы, в отличие от расположенной на противоположном берегу реки Лихоборки деревни Нижние Лихоборы.
Крестьяне деревни состояли на оброке, большая часть мужского населения деревни была занята ямским промыслом и содержанием постоялых дворов. Деревня начиная со второй половины XVIII века принадлежала Коллегии экономии, в середине XIX века перешла к Окружному управлению государственных имуществ. Во второй половине XIX века около деревни были построены кирпичные заводы, в 1876 г. открыта четырёхклассная земская школа, а в начале XX века — красильно-отбельная фабрика. В деревне находилась часовня Бориса и Глеба.
После 1917 года Верхние Лихоборы стали центром сельсовета, в состав которого вошли также Дегунино и Бескудниково. Красильно-отбельная фабрика в 1928 году сгорела, а организованная на основе кирпичного завода артель «Лихоборский кирпичник» получила бурное развитие. Также в деревне были образованы колхоз «Победа», пуговичная артель «Перламутр» (впоследствии - Фабрика пластмассовых изделий № 4), мебельная фабрика и предприятия по производству спортивных изделий и радиоприемников.
В 1929—1960 годах Верхние Лихоборы были центром Верхне-Лихоборского сельсовета.
Две улицы деревни в 1950 году получили название 1-я Верхнелихоборская и 2-я Верхнелихоборская улицы. После вхождения в состав Москвы 2-я Верхнелихоборская улица была застроена, а 1-я в 1967 году была переименована в Верхнелихоборскую улицу, существующую по сей день. По бывшей деревне также названа станция метро «Верхние Лихоборы».

## Население
Источники:
| Год  | Жителей | Дворов |
| ---- | ------- | ------ |
| 1770 | 137     | 20     |
| 1859 | 137     | 16     |
| 1898 | 228     | 34     |
| 1928 | 246     | 52     |
| 1939 | 1753    |        |
| 1960 | > 2500  |        |